# Kraftwerk Cas Tresorer
Das Kraftwerk Cas Tresorer (spanisch Central Térmica de Cas Tresorer) ist ein Gas-und-Dampf-Kombikraftwerk auf der Baleareninsel Mallorca.

## Beschreibung
Der Bau der Anlage in Palma im Ortsteil Son Malferit begann im Jahr 2005. In der ersten Baustufe wurden zwei Turbinen von General Electric Typ PG 6FA mit je 80 MW und eine Dampfturbine Siemens ST5-C mit 80 MW installiert. Die erste Gruppe ging 2006 ans Netz. Bis zur Eröffnung 2010 der Erdgaspipeline Península–Illes Balears wurde das Kraftwerk mit Heizöl betrieben.
Danach wurde die Anlage um zwei Gasturbinen gleichen Typs von General Electric und einer Dampfturbine von Siemens erweitert. Diese zweite Phase wurde 2010 abgeschlossen.
Die gesamte installierte Leistung beträgt 480 MW. Die Anlage wird hauptsächlich mit Erdgas betrieben. Betreiber ist das spanische Energieunternehmen GESA-Endesa. Von Montag bis Freitag kann das Kraftwerk nach Voranmeldung besichtigt werden.